# Sciara flichei
Espèce
Sciara flichei est une espèce fossile d'insectes diptères de la famille des Sciaridae.

## Classification
L'espèce Sciara flichei est décrite en 1937 par le paléontologue français Nicolas Théobald (1903-1981) dans sa thèse ,.

### Une collection de l'Oligocène inférieur des Bouches-du-Rhône
L'holotype est un échantillon F331 de la collection Fliche, enseignant la botanique à l'École nationale des eaux et forêts à Nancy et vient du gisement Oligocène de Céreste,, dans les Alpes-de-Haute-Provence, dans la réserve naturelle géologique du Luberon, gérée par le parc naturel régional du Luberon. L'échantillon se trouve dans les calcaires en plaquettes « supérieurs » du bassin d'Apt-Forcalquier.

### Étymologie
L'épithète spécifique flichei rend hommage au paléontologue français Paul Fliche (1836-1908).

## Description

### Caractères
Diagnose de Nicolas Théobald en 1937, : 

« Insecte de petite taille, corps noirâtre, ailes claires. Tête petite, arrondie, œil arrondi ; antennes longues, seize articles homonomes, les premiers courts, les suivants cylindriques (v.figure). Thorax renflé, scutellum étroit. Abdomen allongé, grêle, sept segments, organes génitaux à peine saillants. Pattes moyennes, repliées sous le corps, velues ; fémurs et tibias avec cils raides. Ailes assez longues, atteignant l'extrémité de l'abdomen ; C s'étendant jusqu'au sommet de l'aile ; Sc faible, se terminant librement ; R se terminant vers le quart externe ; Rs arqué, aboutissant un peu avant le sommet de l'aile ; les autres nervures sont effacées. ».

### Dimensions
La longueur totale est de 2,8 mm.

### Affinités
« La structure des antennes, des pattes et des ailes, ainsi que l'aspect du thorax, sont ceux des Sciara. ».

## Biologie
« Ce genre est actuellement répandu dans le monde entier.
Les larves des Sciara se développent dans les végétaux en décomposition, quelques-unes dans les bouses de vache. ».

## Galerie
- Espèces sœurs vivantes du genre Sciara.
- Sciara.analis.
- Sciara hemerobioides.
- Sciara hemerobioides - aile.
- Sciara humeralis.
- Sciara militaris.

### Publication originale
- [1937] Nicolas Théobald, « Les insectes fossiles des terrains oligocènes de France 473 p., 17 fig., 7 cartes,13 tables, 29 planches hors texte », Bulletin Mensuel de la Société des Sciences de Nancy et Mémoires de la Société des sciences de Nancy, Imprimerie G. Thomas,‎ 1937, p. 1-473 (ISSN 1155-1119 et 2263-6439, OCLC 786027547). .